# Francis John Brennan
Francis John Brennan, ameriški duhovnik, škof in kardinal, * 7. maj 1894, Shenandoah, Pensilvanija, ZDA, † 2. julij 1968, Filadelfija, ZDA.

## Življenjepis
3. aprila 1920 je prejel duhovniško posvečenje.
1. avgusta 1940 je postal uradnik Rimske Rote in 14. decembra 1959 je postal dekan le-tega sodišča.
10. junija 1967 je bil imenovan za naslovnega nadškofa mavretanskih Tubunaj in škofovsko posvečenje je prejel 25. junija istega leta. Naslednji dan je bil povzdignjen v kardinala in imenovan za kardinal-diakona S. Eustachio.
15. januarja 1968 je postal prefekt Kongregacije za disciplino zakramentov.